# 배틀본 (비디오 게임)
배틀본(Battleborn)은 기어박스 소프트웨어가 개발하고 2K가 플레이스테이션 4, 마이크로소프트 윈도우, 엑스박스 원용으로 배급한 부분 유료화 1인칭 슈팅 비디오 게임이다. 이 게임은 2016년 5월 3일에 전 세계적으로 출시되었다.
배틀본은 히어로 슈팅 게임으로, 멀티플레이어 온라인 배틀 아레나(MOBA)의 여러 요소가 결합되어 있다.
이 게임은 출시 후 엇갈린 평가를 받았는데, 평론가들은 복잡한 게임플레이 시스템의 학습 난이도가 너무 깊다고 평했다. 배틀본은 2주 뒤에 출시된 또다른 히어로 슈팅 게임인 블리자드 엔터테인먼트의 오버워치의 그림자에 가려졌다. 이에 따라 기어박스는 가격과 다운로드 가능 콘텐츠를 수정하여 신규 플레이어들을 게임에 끌어모으도록 노력했다.
기어박스는 2021년 1월 31일부로 게임 서버의 중단을 발표했다. 그 전에 2019년 11월에 게임 판매가 중단되었고 2020년 2월에 게임 내 구매의 중단이 예정되었다.

## 평가
| 통합 점수             | 통합 점수                           |
| 통합사                | 점수                                |
| --------------------- | ----------------------------------- |
| 메타크리틱            | PC: 69/100 PS4: 68/100 XONE: 71/100 |
| 평론 점수             |                                     |
| 평론사                | 점수                                |
| 디스트럭토이드        | 6/10                                |
| EGM                   | 7.5/10                              |
| 게임 인포머           | 6/10                                |
| 게임 레볼루션         | [ 7 ]                               |
| 게임스팟              | 7/10                                |
| 게임스레이더+         | [ 9 ]                               |
| IGN                   | 7.1/10                              |
| PC 게이머 (US)        | 72/100                              |
| 폴리곤                | 7.5/10                              |
| Hardcore Gamer        | 4.5/5                               |
| PlayStation LifeStyle | 8/10                                |

| 위키데이터에서 편집하기 |
| ----------------------- |